# Tallades de Torallola
Tallades de Torallola és una partida rural constituïda en part per camps de conreu de secà del terme municipal de Conca de Dalt, a l'antic terme de Toralla i Serradell, al Pallars Jussà, en territori del poble de Torallola.
Està situada al sud-est de Torallola i a ponent de Sant Joan de Vinyafrescal, a la dreta del barranc de Santa Cecília, i a l'esquerra del barranc del Solà, al nord-oest del Serrat i al nord del Solà d'Hortell, a llevant de los Planells i a migdia de Tallades.